# ديفيد إدواردز (سياسي)
ديفيد إدواردز (بالإنجليزية: David Edwards)‏ هو مخرج وسياسي أمريكي، ولد في 1966 في لاس فيغاس في الولايات المتحدة. حزبياً، نشط في الحزب الديمقراطي. وقد انتخب عضو مجلس نواب أوريغون (2007 – 2010).